# Gli gnomi

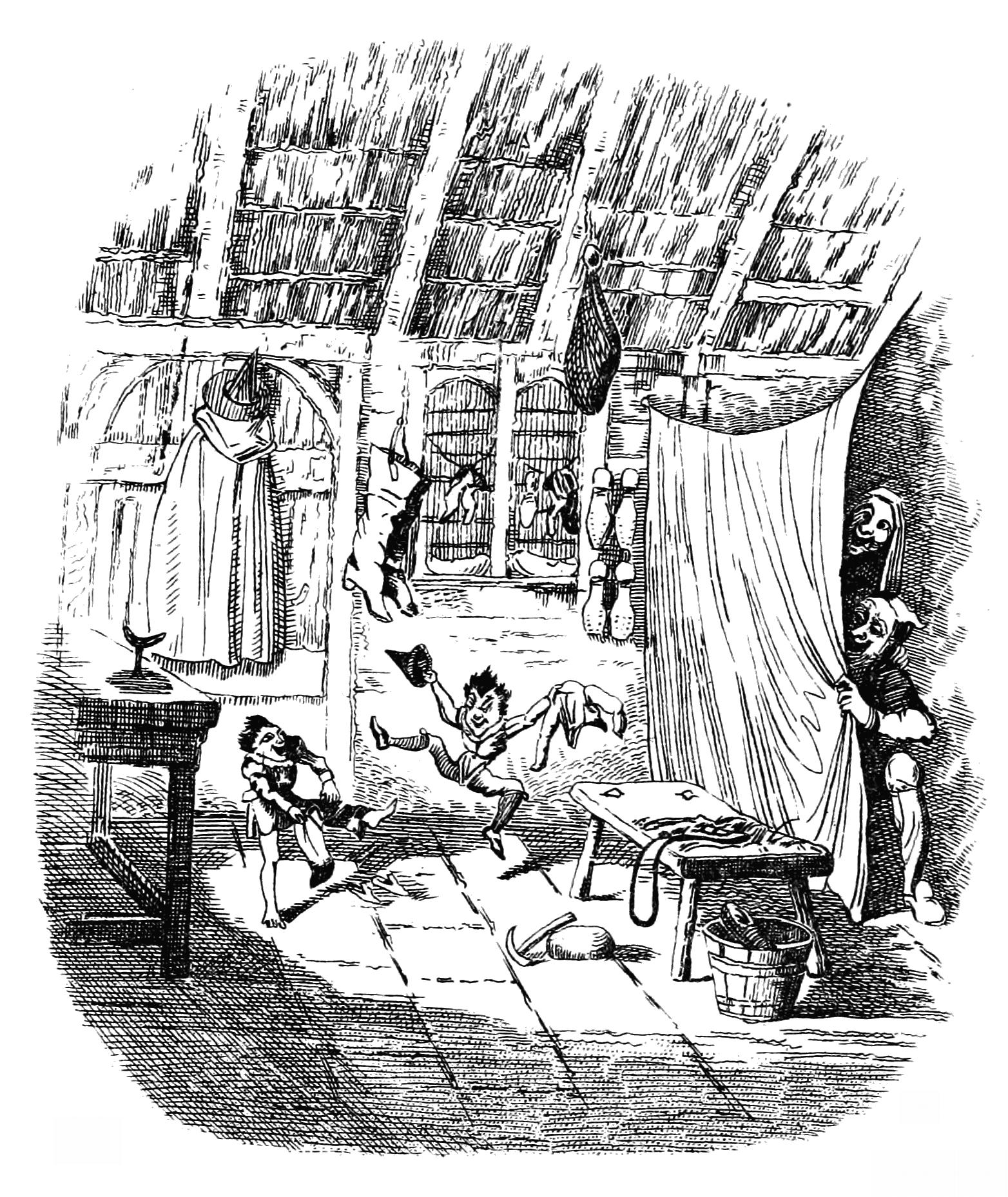
Illustrazione di George Cruikshank del 1823.

Gli gnomi (in tedesco Die Wichtelmänner) sono tre fiabe popolari tedesche pubblicate dai fratelli Grimm nella loro raccolta Le fiabe del focolare, nella quale occupano il numero 39. La prima di queste tre storie è quella che è diventata nel tempo maggiormente nota, e parla di un povero calzolaio che viene aiutato nel suo lavoro da due Wight gentili, che a seconda delle traduzioni prendono il nome di gnomi, elfi o folletti. È spesso riportata anche come: Gli gnomi e il calzolaio, Gli gnomi e il ciabattino, I folletti e il calzolaio o Gli elfi e il calzolaio e altri titoli simili.

## Trama

### Prima fiaba
Un povero calzolaio laborioso ha così poca pelle da poter realizzare un solo paio di scarpe. Una sera, va a letto senza terminare il suo lavoro. Il mattino dopo trova le scarpe finite e ben fatte sul suo banco da lavoro. Un cliente entra nel negozio e le compra ad un prezzo più alto, essendo affezionato al calzolaio e a sua moglie. Il calzolaio usa i soldi per comprare la pelle per altre scarpe che, dopo aver tagliato, lascia nuovamente sul bancone durante la notte. Ancora una volta i materiali vengono trasformati in splendide scarpe. In questo modo le condizioni economiche della coppia migliorano notevolmente.
Una sera, poco prima di Natale, il calzolaio propone alla moglie di restare alzati per scoprire l'identità dei loro aiutanti, e questa acconsente. Nascosti in un angolo della stanza, vedono due ometti nudi che lavorano velocemente e agilmente alle scarpe, per poi scappare a lavoro finito.
La mattina dopo la moglie, per mostrare riconoscenza agli ometti, si offre di confezionare loro dei vestiti mentre il calzolaio decide di fare un paio di scarpe per ciascuno di loro. I due non si fermano finché non finiscono il lavoro e poi si nascondono di nuovo. La notte seguente, la coppia vede gli ometti felici mentre si provano i bei vestitini e le scarpe. Dopodiché escono dalla casa ballando per non tornarvi più, ma il calzolaio continua a prosperare nella sua attività.

### Seconda fiaba
Una povera serva laboriosa sta spazzando la casa dei padroni; dopo aver rovesciato la spazzatura su un grande mucchio vi trova una lettera. Poiché non sa leggere, la fanciulla porta la lettera ai suoi padroni. Questi le dicono che è stata invitata a un battesimo dagli gnomi, che le chiedono di fare da madrina al bambino. La ragazza all'inizio esita, ma alla fine il suo padrone la convince ad accettare.
La serva viene quindi condotta dagli gnomi alla loro montagna cava, dove tutto è piccolo ma anche splendidamente ornato. La ragazza prende parte al battesimo e poi chiede di andarsene, ma gli gnomi la convincono a restare tre giorni con loro. Essi fanno di tutto per renderla felice durante quei tre giorni, ma la ragazza chiede di nuovo di andarsene. Gli ometti le danno dell'oro e la lasciano uscire dalla loro montagna. Quando torna a casa, la serva viene a sapere che non ha trascorso con gli elfi tre giorni ma sette anni. Nel frattempo i suoi precedenti padroni sono morti.

### Terza fiaba
Gli gnomi rapiscono il bambino di una donna dalla sua culla e lo sostituiscono con un mostro mutaforma. La vicina della donna le consiglia di mettere il mutaforma sul focolare, accendere il fuoco e far bollire l'acqua in due gusci d'uovo: questo dovrebbe far ridere il mostro, e se questo dovesse ridere tutto sarebbe finito. La donna fa tutto ciò che le ha detto la vicina, e il mutaforma inizia a ridere di lei per il suo strano modo di cucinare in gusci d'uovo. Poi appare all'improvviso un gruppo di gnomi che si riprende il mostro e lascia al suo posto il bambino vero.

## Classificazione
Sistema di classificazione Aarne-Thompson:
- Prima fiaba: tipo 503, Helpful Elves, anche classificata come leggenda migratoria, tipo 7015.
- Seconda fiaba: tipo 476, A Widwife (or Godmother) for the Elves, anche classificata come leggenda migratoria, tipo 5070.
- Terza fiaba: tipo 504, The Changeling, anche classificata come leggenda migratoria, tipo 5085.

## Adattamenti
- Nel film del 1962 Avventura nella fantasia è presente un segmento dedicato alla fiaba.
- Gli gnomi e il ciabattino (1983), cortometraggio anime della serie Le più famose favole del mondo.
- I folletti e il calzolaio (1990), episodio 5 della serie animata Favole senza tempo.
- Il calzolaio e gli elfi (1997), episodio 24 della serie Happily Ever After: Fairy Tales for Every Child.
- Gli gnomi, episodio 4 della serie anime The Grimm Variations (2024).